# Stéphane Guivarc'h
Stéphane Guivarc'h (* 6. září 1970, Concarneau) je bývalý francouzský fotbalista.
Guivarc'h nastupoval většinou jako útočník. Získal titul mistra světa roku 1998 na domácím šampionátu. Za francouzský národní tým odehrál 14 zápasů a vstřelil 1 gól.
Byl nejlepším střelcem Poháru UEFA v ročníku 1997–98 (7 gólů). Dvakrát byl nejlepším střelcem Ligue 1, v sezóně 1996–97 (22 gólů) v dresu Stade Rennais FC a v sezóně 1997–98 (21 gólů) v dresu AJ Auxerre. S Auxerre získal i francouzský titul (1995–96) a pohár (1996). S Glasgow Rangers se stal mistrem Skotska (1998–99) a získal skotský fotbalový pohár (1999).